# Vladimír Špidla
Vladimír Špidla, né le 22 avril 1951 à Prague, est un homme d'État tchèque, de sensibilité social-démocrate.  Il est président du gouvernement tchèque de 2002 à 2004.

## Biographie
Né le 22 avril 1951 à Prague, Vladimír Špidla étudia à l'université Charles de Prague où il obtint une maîtrise à la faculté des arts libéraux et des sciences en 1974 et un doctorat en histoire et préhistoire en 1976. Il exerce ensuite diverses professions : employé à la protection du patrimoine, archéologue, directeur adjoint de laiterie. En 1990 il exerce les fonctions de vice-président à l'éducation, la santé, la culture et les affaires sociales au Conseil populaire de district de Jindřichův Hradec. Il est directeur de 1991 à 1996 de l'agence pour l'emploi de la même ville.
Vladimír Špidla est marié et a deux enfants (dont le monteur Šimon Špidla, père de la réalisatrice Zuzana Špidlová), auxquels s'ajoutent deux autres enfants d'un précédent mariage. Il parle allemand, français et anglais.

## Fonctions politiques
L'engagement politique de Vladimír Špidla est tardif et remonte à la Révolution de velours, peu après laquelle il adhère au parti social-démocrate tchèque (CSSD), dont il intègre la présidence en 1992. Soutenu par Miloš Zeman, le leader historique des socialistes tchèques, il brigue avec succès la présidence du parti en 2001, pour l'abandonner en 2004 après le lourd revers subi par le CSSD aux élections européennes de 2004.
Il fait partie de l'aile gauche du parti, même s'il est farouchement anti-communiste. Pro-européen, il prône la poursuite du processus d'intégration européenne.

### Fonctions électives et mandats ministériels
Élu député en 1996, Vladimír Špidla sera de 1998 à 2002 ministre du Travail et des Affaires sociales de République tchèque, avant de devenir Premier ministre le 12 juillet 2002. Son gouvernement de coalition CSSD/ KDU-CSL/US-DE s'efforcera de contenir le déficit public du pays alors qu'à l'intérieur de la coalition des tensions sont fortes et qu'elle n'a qu'une très faible majorité à la Snemovna. Finalement, la politique de rigueur du gouvernement Špidla, faite de hausses d'impôts et non de réductions des dépenses de l'État, sera critiquée par ses adversaires pour sa demi-mesure.
Dans ce contexte et après la défaite du CSSD aux élections européennes de 2004, Špidla démissionne du gouvernement et acceptera après une brève hésitation le poste de commissaire européen à l'emploi, des affaires sociales et à l'égalité des chances, dans lequel il entre en fonction en novembre 2004. Depuis son départ pour Bruxelles il n'intervient plus dans la vie politique tchèque.
Certains ont critiqué ce départ de Špidla pour Bruxelles, que ce soit pour dénoncer le cadeau qui lui était fait ou pour l'accuser, en partant à Bruxelles, d'esquiver la bataille pour la conduite du CSSD avec ses rivaux. Vladimir Špidla jouit en Tchéquie d'une relativement bonne image: si on trouve ennuyeux ce technocrate peu apte à la communication, ses qualités d'intégrité et honnêteté sont reconnues par tous.